# 1766 Slipher
För andra betydelser, se Slipher.
1766 Slipher eller 1962 RF är en asteroid i huvudbältet, som upptäcktes 7 september 1962 av Indiana Asteroid Program vid Indiana University Bloomington med Goethe Link Observatory. Asteroiden har fått sitt namn efter astronom bröderna Vesto och Earl C. Slipher.
Asteroiden har en diameter på ungefär 18 kilometer och den tillhör asteroidgruppen Padua.